# ルーカス・カンジド・シウヴァ
ルーカス・カンジド（Lucas Cândido）ことルーカス・カンジド・シウヴァ（ポルトガル語: Lucas Cândido Silva、1993年12月25日 - ）は、ブラジルのサッカー選手。ポジションはMFまたはDF。

## クラブ歴
2013年にアトレチコ・ミネイロの下部組織からトップチームに昇格。

## タイトル
アトレチコ・ミネイロ
- コパ・リベルタドーレス: 2013
- カンピオナート・ミネイロ: 2013, 2015, 2017
- コパ・ド・ブラジル: 2014